# Kenneth Mitchell (Schauspieler)
Kenneth Alexander „Ken“ Mitchell (* 25. November 1974 in Toronto, Ontario; † 24. Februar 2024 in Studio City, Los Angeles) war ein kanadischer Schauspieler. Er wurde 2006 als Eric Green in der Serie Jericho – Der Anschlag bekannt. Von 2017 bis 2021 spielte er in Star Trek: Discovery mit.

## Leben
Nach einem Studium der Landschaftsarchitektur an der University of Guelph hatte Mitchell seine ersten Fernsehauftritte in Werbespots. Er zog in seine Heimatstadt Toronto zurück, suchte sich einen Agenten und begann Schauspielunterricht zu nehmen. Es folgten Rollen in den in Kanada produzierten Fernsehserien Leap Years und Odyssey 5. 
2003 war Mitchell in dem Thriller Der Einsatz erstmals in einem Kinofilm zu sehen. Kurz darauf erhielt er eine Rolle in dem Film Miracle – Das Wunder von Lake Placid, der die Ereignisse um das Miracle on Ice zum Thema hat. Es folgten Gastauftritte in den Serien Grey’s Anatomy, CSI: Miami und The Unit, bis er 2006 eine Hauptrolle in Jericho – Der Anschlag bekam. Mitchell spielte im weiteren Verlauf seiner Karriere zahlreiche wiederkehrende Rollen und Gastauftritte in Fernsehserien, seltener übernahm er auch Nebenrollen in Kinofilmen wie Captain Marvel. Von 2017 bis 2021 trat Mitchell in drei Staffeln der Fernsehserie Star Trek: Discovery in unterschiedlichen Rollen auf.
Mitchell war ab 2006 mit Susan May Pratt verheiratet, mit der er 2007 eine Tochter und 2012 einen Sohn bekam. Die Familie lebte in Los Angeles. Im August 2018 wurde bei Mitchell Amyotrophe Lateralsklerose (ALS) diagnostiziert; ab Oktober 2019 war er auf einen Rollstuhl angewiesen. 2020 sprach er erstmals öffentlich über seine Erkrankung. Er starb im Februar 2024 im Alter von 49 Jahren in Studio City, einem Stadtteil von Los Angeles.

## Filmografie (Auswahl)
- 2001: Leap Years (Fernsehserie, 9 Episoden)
- 2002: Charms for the Easy Life (Fernsehfilm)
- 2002: Odyssey 5 (Fernsehserie, 9 Episoden)
- 2003: Der Einsatz (The Recruit)
- 2004: Miracle – Das Wunder von Lake Placid (The Miracle)
- 2005: Tennis, Anyone…?
- 2006: Grey’s Anatomy (Fernsehserie, 1 Episode)
- 2006: CSI: Miami (Fernsehserie, 1 Episode)
- 2006: The Unit – Eine Frage der Ehre (The Unit, Fernsehserie, 1 Episode)
- 2006–2008: Jericho – Der Anschlag (Jericho, Fernsehserie, 27 Episoden)
- 2007: Home of the Giants
- 2008: Flashpoint – Das Spezialkommando (Flashpoint, Fernsehserie, 1 Episode)
- 2008–2009: Ghost Whisperer – Stimmen aus dem Jenseits (Ghost Whisperer, Fernsehserie, 15 Episoden)
- 2009: Meteoriten – Apokalypse aus dem All (Meteor, Fernsehzweiteiler)
- 2009: Without a Trace – Spurlos verschwunden (Without a Trace, Fernsehserie, 1 Episode)
- 2009: Iron Road (Miniserie, 2 Episoden)
- 2010: AIDS: We Did It! (Kurzfilm)
- 2010: Lie to Me (Fernsehserie, 1 Episode)
- 2010: Hawaii Five-0 (Fernsehserie, 1 Episode)
- 2010: Law & Order: Los Angeles (Fernsehserie, 1 Episode)
- 2010: Detroit 1-8-7 (Fernsehserie, 1 Episode)
- 2010: Criminal Minds (Fernsehserie, 1 Episode)
- 2011: Private Practice (Fernsehserie, 1 Episode)
- 2011: Castle (Fernsehserie, 1 Episode)
- 2011: The Mentalist (Fernsehserie, 1 Episode)
- 2011: Partners (Fernsehfilm)
- 2012: Grimm (Fernsehserie, 1 Episode)
- 2012: Drop Dead Diva (Fernsehserie, 1 Episode)
- 2012: CSI: Vegas (Fernsehserie, 1 Episode)
- 2013: Tasmanian Devils (Fernsehfilm)
- 2013: Navy CIS: L.A. (NCIS: Los Angeles, Fernsehserie, 1 Episode)
- 2013: Monday Mornings (Fernsehserie, 1 Episode)
- 2013: Bones – Die Knochenjägerin (Bones, Fernsehserie, 1 Episode)
- 2013: Body of Proof (Fernsehserie, 1 Episode)
- 2013: Haven (Fernsehserie, 1 Episode)
- 2014: The Night Shift (Fernsehserie, 1 Episode)
- 2014: Switched at Birth (Fernsehserie, 12 Episoden)
- 2014: Navy CIS (Fernsehserie, 1 Episode)
- 2015: CSI: Cyber (Fernsehserie, 1 Episode)
- 2015: The Astronaut Wives Club (Fernsehserie, 10 Episoden)
- 2015: Minority Report (Fernsehserie, 1 Episode)
- 2015: Major Crimes (Fernsehserie, 1 Episode)
- 2015: Broad Squad (Fernsehfilm)
- 2016: Code Black (Fernsehserie, 1 Episode)
- 2016: Notorious (Fernsehserie, 3 Episoden)
- 2016–2017: Frequency (Fernsehserie, 6 Episoden)
- 2017: Blood Honey
- 2017–2021: Star Trek: Discovery (Fernsehserie, 10 Episoden)
- 2018: Real Detective – Fälle, die man nie vergisst (The Detectives, Fernsehdokuserie, 1 Episode)
- 2019: Captain Marvel
- 2019: See – Reich der Blinden (See, Fernsehserie, 1 Episode)
- 2019–2020: Nancy Drew (Fernsehserie, 6 Episoden)
- 2020: Star Trek: Lower Decks (Fernsehserie, 1 Episode, Sprechrollen)
- 2022: The Old Man (Fernsehserie, 3 Episoden)